# Fabryczna (Głogów)
Osiedle Fabryczna w Głogowie – osiedle przemysłowe na terenie miasta Głogowa, znane również pod nazwą "Wschodnia Dzielnica Przemysłowa". Na terenie osiedla Fabryczna znajduje się osiedle mieszkaniowe Widziszów i zakład E-Towers Famaba (aktualnie produkowane są tutaj konstrukcje stalowe i wieże wiatrowe). Do połowy lat '90 funkcjonował tutaj basen otwarty.

## Granice osiedla
Północ - Odra, Wyspa Katedralna, Gmina Głogów

Południe - Piastów Śląskich, Żarków

Wschód - Nosocice

Zachód - Stare Miasto